# Campamento de Homs
El campamento de Homs (en árabe: مخيّم حمص) es un campamento de refugiados palestinos dentro de la ciudad siria de Homs, a unos 160 kilómetros al norte de Damasco. Antes del estallido de la guerra civil siria, tenía más de 22.000 refugiados palestinos registrados.
El campamento fue creado en 1949 para dar cobijo a parte de los más de 700.000 palestinos que fueron expulsados o huyeron de sus hogares ante el avance de las tropas judías en la Guerra árabe-israelí de 1948. En el caso del campamento de Homs, la mayoría de refugiados provenían de las ciudades costeras de Haifa, Tiberíades y Acre, al norte del Mandato británico de Palestina. El campamento ocupaba originalmente una zona de 0,15 kilómetros cuadrados junto a la Universidad al-Baath. La mayoría de los refugiados son hoy trabajadores asalariados, funcionarios locales o vendedores callejeros.
Según UNRWA, la agencia de las Naciones Unidas que gestiona la asistencia a los refugiados palestinos desde 1948, las malas condiciones medioambientales son una grave preocupación en el campamento por cuanto afectan a la calidad de vida y suponen serios riesgo para la salud de los refugiados. El sistema de alcantarillado necesita ser ampliado para poder soportar la creciente población del campamento. Hay seis escuelas en el campamento trabajando a doble turno; dos de ellas son viejas y se encuentran en un estado ruinoso, incluidos algunos defectos estructurales importantes. UNRWA también gestiona un centro de distribución de comida, un centro de salud, un centro comunitario para mujeres y discapacitados y una oficina de enseñanza para adultos. La principal prioridad de UNRWA en el campamento es reconstruir las escuelas para proporcionar mejores instalaciones educativas.
En cuanto a la demografía del campamento, la mayor franja de edad entre sus habitantes es la que se encuentra entre los 26 y 45 años (alrededor de un 28% de la población), seguida de la que cubre de los 16 a los 25 (casi un 20% del total). En torno a un 12% de los habitantes del campamento son menores de 6 años.
En 1996, UNRWA construyó un nuevo centro de salud con una contribución del gobierno de los Estados Unidos. Un nuevo centro de rehabilitación comunitario para discapacitados fue construido en 1999 en colaboración con MOVIMONDO Molisv (una organización no gubernamental italiana), para lo que se usaron fondos de la Oficina Humanitaria de la Comunidad Económica Europea (ECO).